# Sematophyllum sinuosulum
Sematophyllum sinuosulum är en bladmossart som beskrevs av Brotherus 1925. Sematophyllum sinuosulum ingår i släktet Sematophyllum och familjen Sematophyllaceae. Inga underarter finns listade i Catalogue of Life.